# 淺裂利立蘭
淺裂利立蘭（学名：Sophronitis lobata）是巴西特有的一種蘭。它們現正受《瀕危野生動植物種國際貿易公約》附錄一的保護。

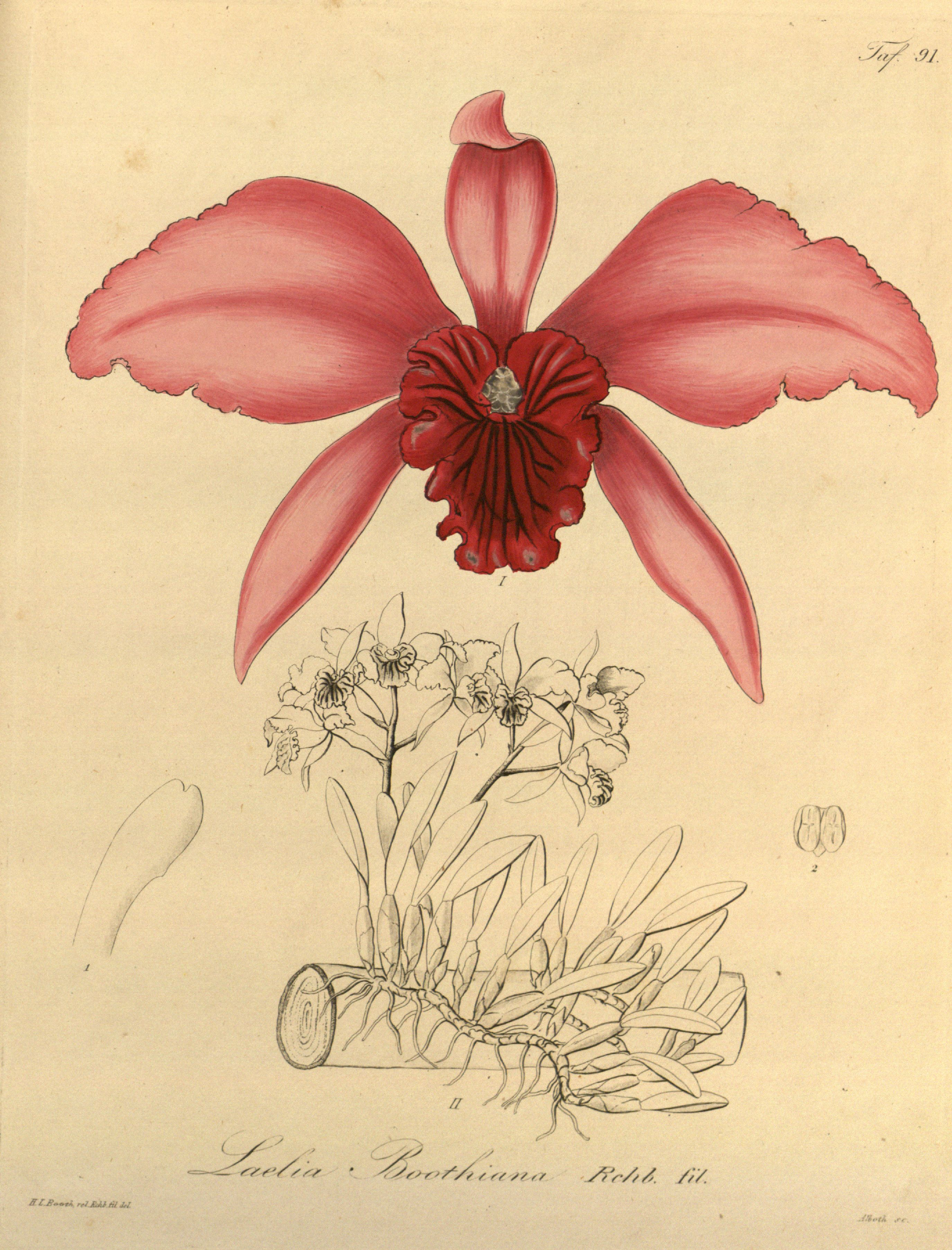
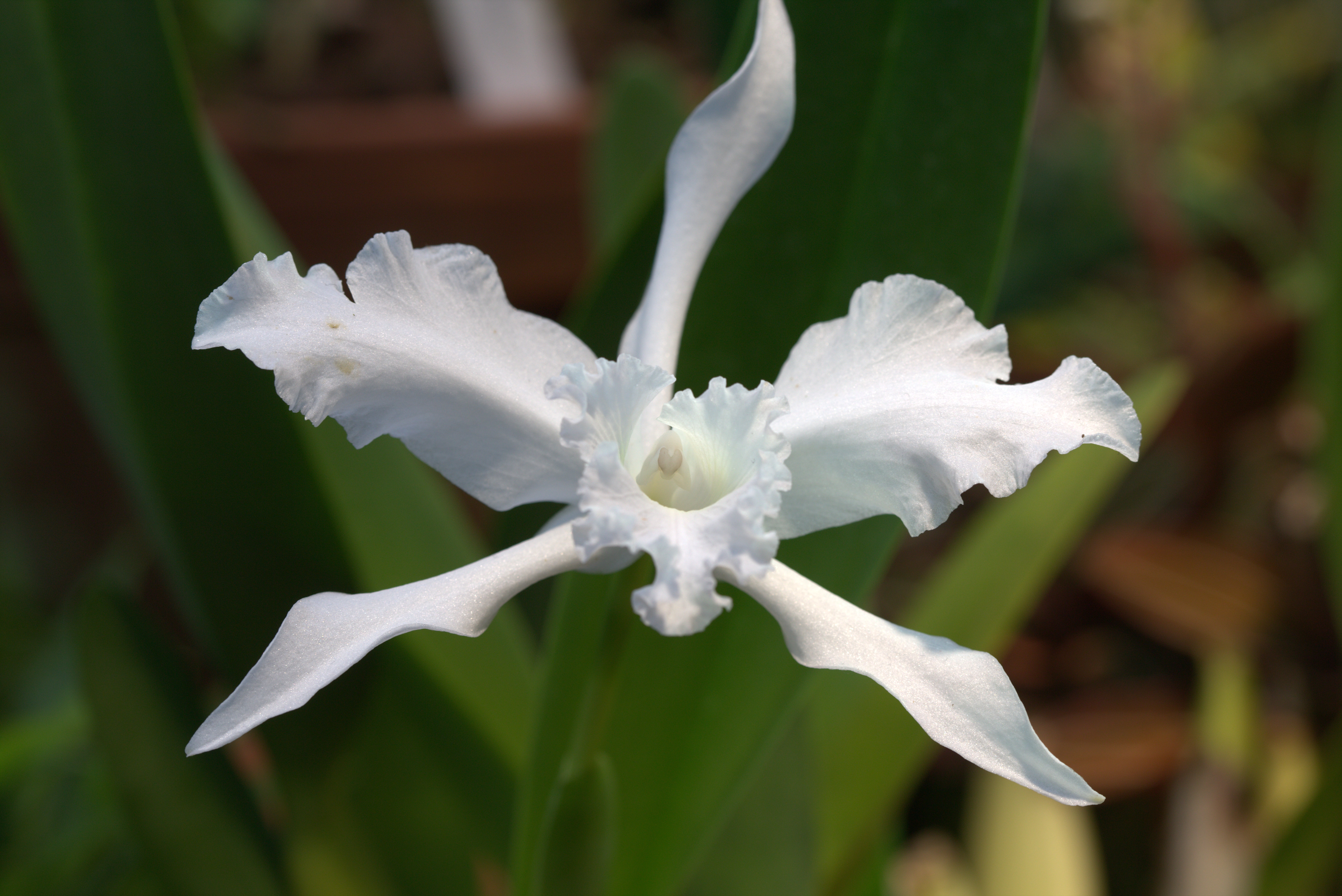
'Alba'